# Alexandre Andryane

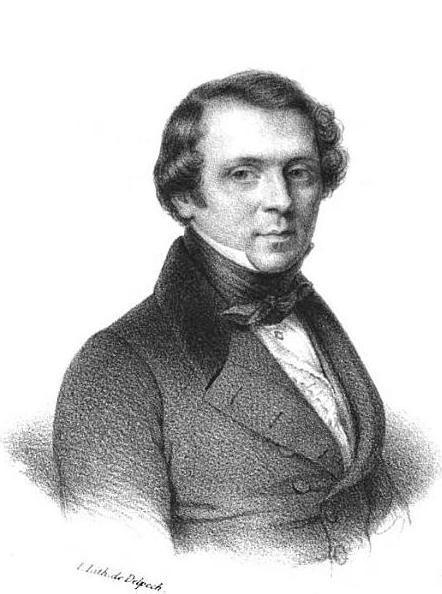
Alexandre Andryane, porträtt av François Delpech.

Gangulphe-Philippe-François-Alexandre Andryane (även kallad Alexandre-Philippe Andryane), född den 21 mars 1797 i Jouy-le-Comte, död den 12 januari 1863 i Coye-la-Forêt, var en fransk skriftställare.
Andryane deltog i de lombardisk-venetianska carbonaris stämplingar, varför han häktades och dömdes till döden. Han blev dock benådad med livstids fängelse på Spielberg vid Brünn och frigavs 1833. År 1838 utgav han sina Mémoires d'un prisonnier d'état, vilka påminner om hans medfånge Silvio Pellicos Le mie prigioni, som skildrar samma fångenskap.